# Jan Jiří Schauberger

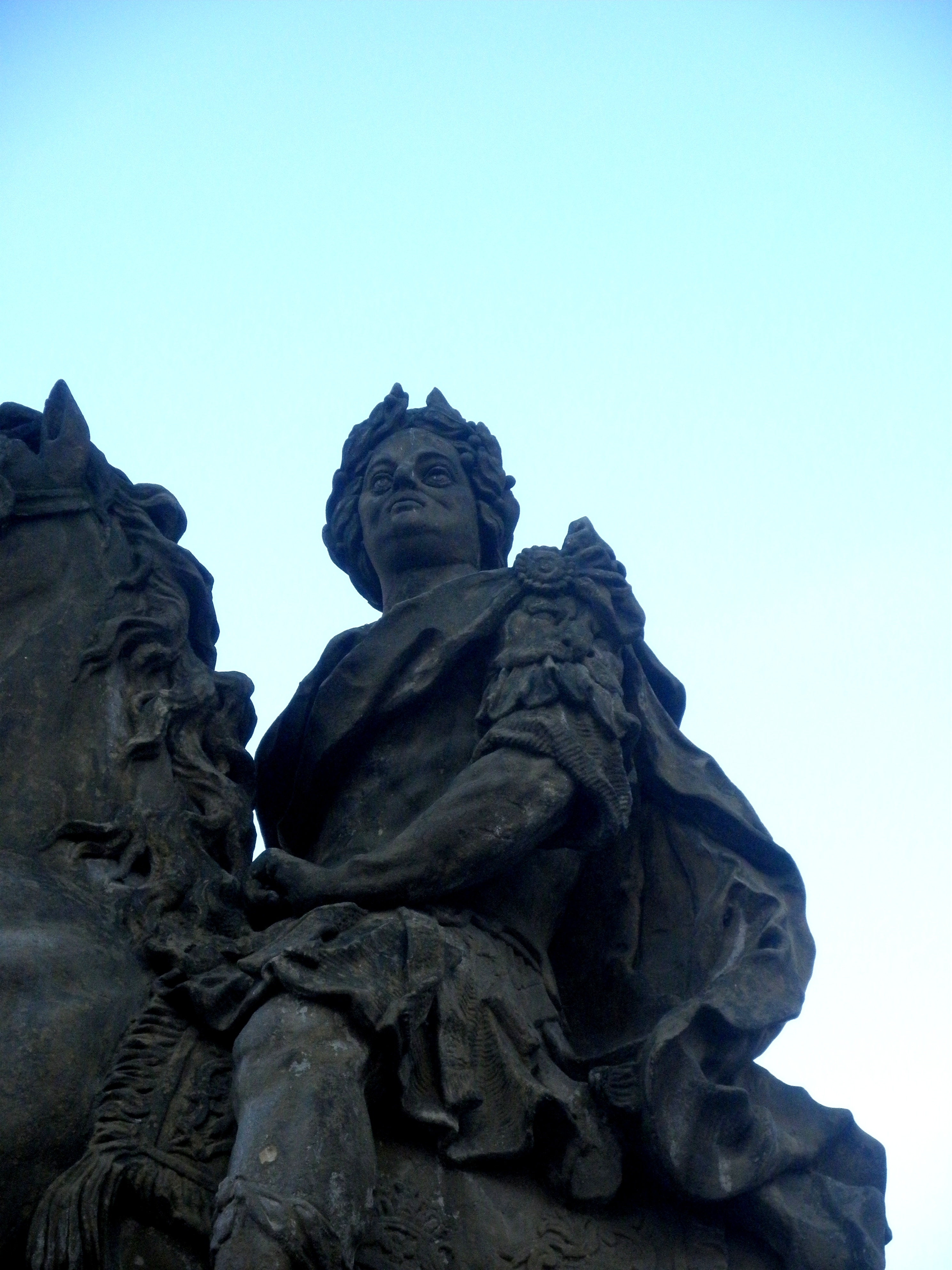
Caesarova kašna

Jan Jiří Schauberger, německy Johann Georg Schauberger (kolem 1700, Vídeň – 17. února 1744,? Brno), byl vrcholně barokní sochař a štukatér působící převážně na Moravě. Přesné datum jeho narození není dodnes známo. Na Moravu přišel z Vídně, kde se seznámil se sochařským projevem italských mistrů. V jeho vlastní práci je patrný blízký vztah k Berniniově a Fontanově sochařskému pojetí, zejména u oltářních kompozic. Svá díla tvořil hlavně v moravské metropoli Brně a jeho blízkosti, kam se roku 1730 přestěhoval z Olomouce.
V Brně se podílel na interiérovém vybavení chrámu sv. Jakuba, zde se od něj zachoval boční oltář sv. Kříže pod hudební kruchtou (kol. 1735), upravovaný koncem 18. století, v kostele sv. Tomáše provedl ve štuku andělské figury na oltáři pod pozdně gotickým krucifixem (1735) a dodal hlavní oltář pro jezuitský kostel (1735–1740). Největší zakázkou však pro něho bylo kompletní vybavení minoritského kostela sv. Janů a přilehlé loretánské kaple (1726–1734). V Olomouci vytvořil svoje mistrovské dílo, kašnu s jezdeckou sochou Julia Caesara (1725), který byl od 15. století považován za zakladatele města. Navázal tu na fontány, jež město dalo již dříve zbudovat a které vycházely z italských vzorů podobně jako olomoucká kašna Tritónů (1709?), inspirovaná nepochybně římskou fontánou del Tritone.
Taktéž pracoval i na celé jižní Moravě, v městech a obcích jako jsou například: Kvasice, Doubravník, Moravská Třebová, Veselí nad Moravou a Holešov. V kostele Nanebevzetí Panny Marie v Holešově spolupracoval se svým švagrem Ondřejem Zahnerem (1709-1752), přičemž plastické řešení hlavního oltáře pochází z jeho rukou. Stejně jako na bočních oltářích zde uplatnil měkkou modelaci a světecké postavy vytesal podle vzoru Fontany.

## Forma díla
Jeho figury, nepříliš prostorově vyvinuté, v gestikulaci střídmé, se harmonicky vyrovnávají s povrchovou úpravou skladby roucha. Malířsky styl s plastickým se spojuje do celistvé souhry, vedoucí ke zklidnění a formální vyrovnanosti. Ve fyziognomii je patrný vliv italského sochařství, avšak zprostředkovaný rakouským filtrem.

## Tvorba

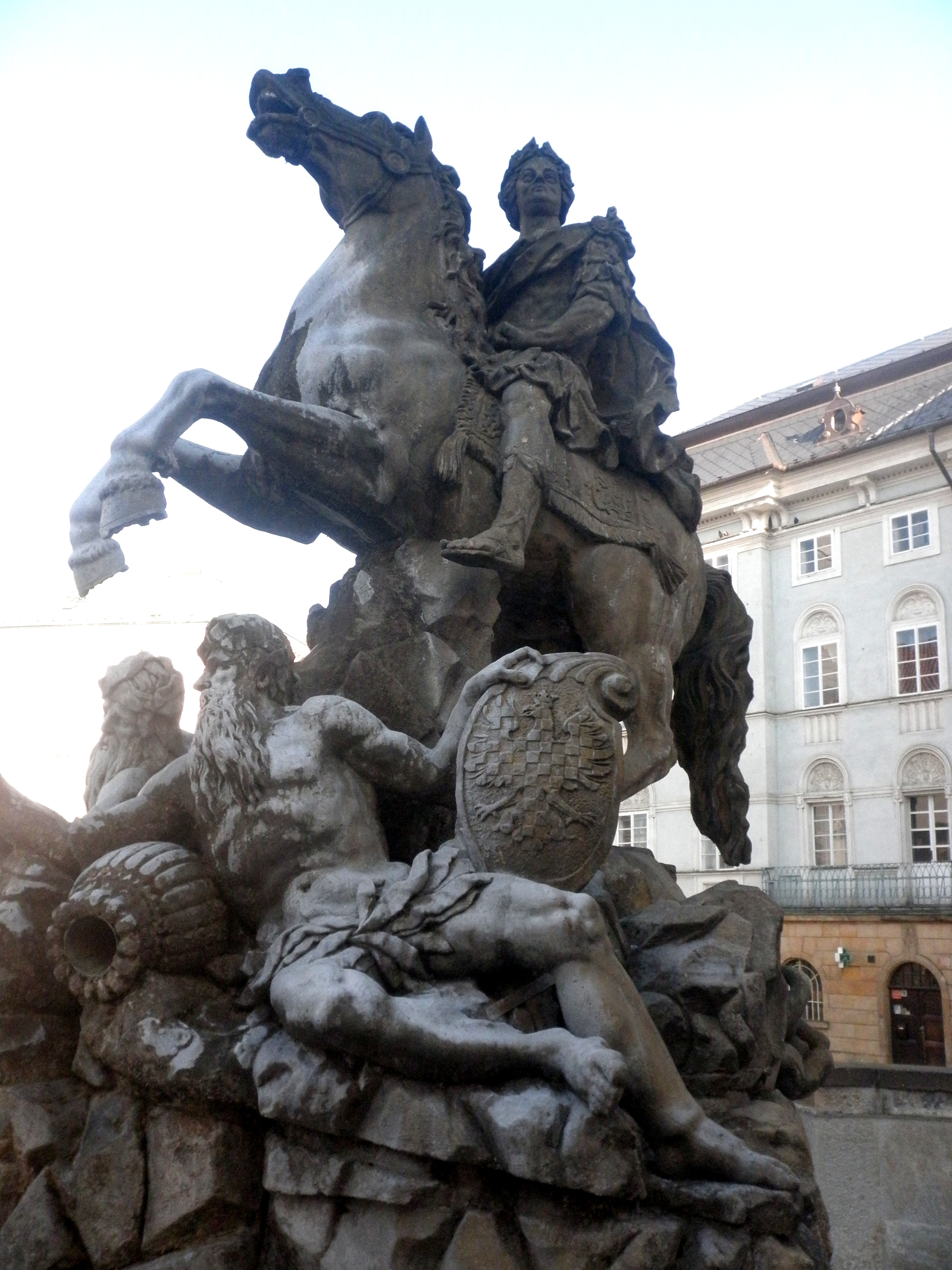
Caesarova kašna

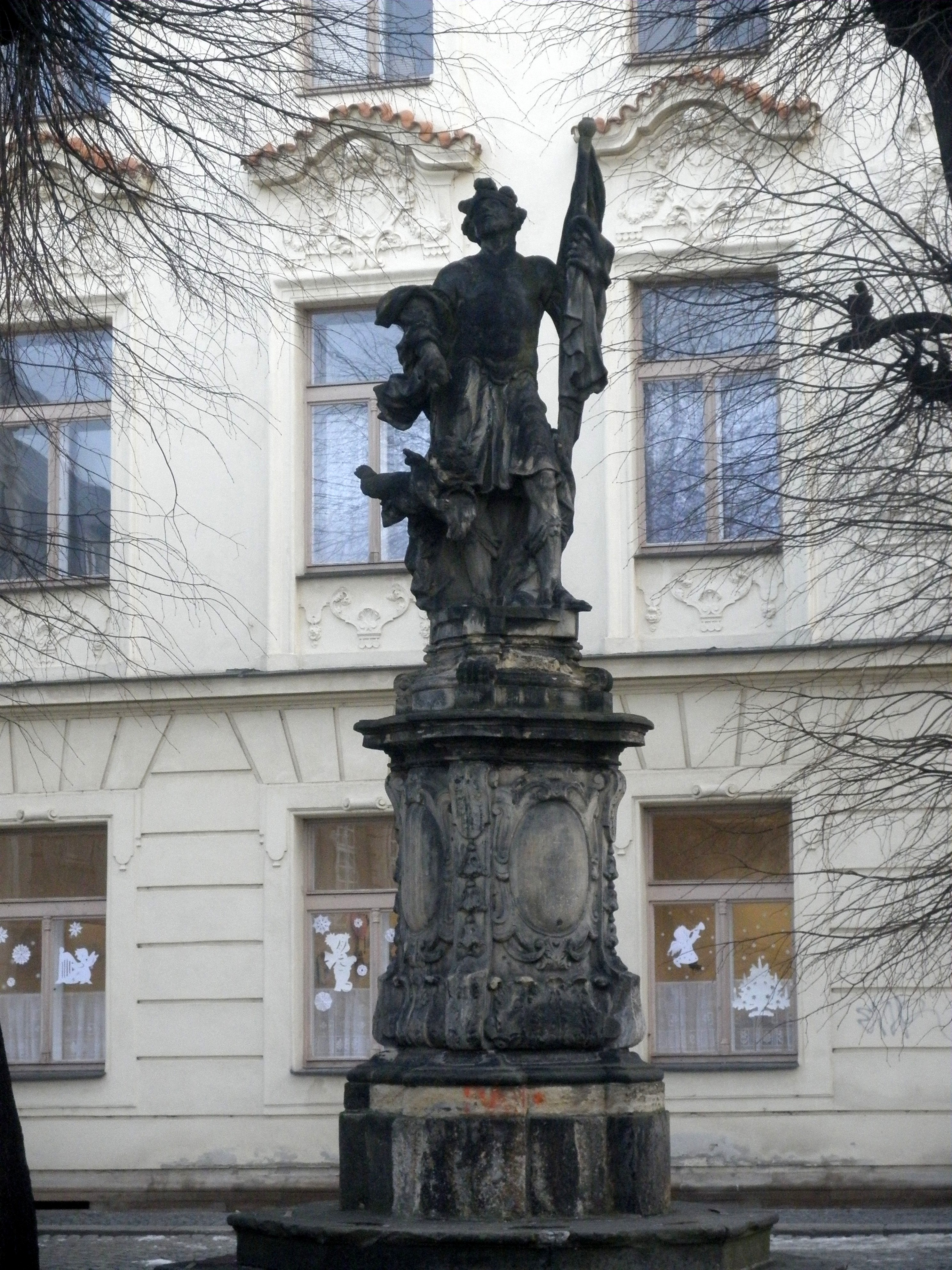
Socha sv. Floriána na Žerotínově náměstí v Olomouci

### Caesarova kašna
Kašna (pískovec, životní velikost, 1725, Olomouc) se skládá ze stiskové podstavy jezdce na vzpínajícím se koni. Podnož sousoší tvoří dvojice ležících alegorických mužských postav, které drží dvojice kartuše s říšskou a moravskou orlicí. Ikonograficky je lze interpretovat jako vodnáře nebo personifikace řeky Moravy a Dunaje. Pes u paty je patrně narážkou na věrnost města panovníkovi. On sám komponoval jezdecké sousoší, modelované s velkým pochopením a dokonalým odhadem pro monumentálně pojatý tvar, v podstatě do jehlanu uplatňujícího se zepředu i ze stran, neboť obrys sochy je rozvinut pro všechny pohledy. Hmota alegorických postav není naproti tomu s jezdcem vázána pořádajícími plány a nepodílí se na dynamickém vyznění sousoší, naopak mu vytváří statickou základnu. Nepochybný je zprostředkovaný vztah jeho sochy k Berniniho jezdecké soše Konstantina Vítěze ve vatikánské Scala Regia a zároveň i k Berniniho náčrtu sochy Ludvíka XIV. v Museo civil v Bassanu. Rytmicky rozevlátá formace pláště, která měla rozvolnit celkovou plastickou strukturu Caesarovy postavy, ukazuje, že znal rovněž současnou vídeňskou tvorbu. Za sousoší obdržel 1200 zlatých.

### Socha sv. Floriána
K soše (životní velikost, 1728, Olomouc) vede schodiště o pěti stupních osmibokého půdorysu se zkosenými hranami, ve vrcholu schodiště je podstavec se čtyřmi volutovými křídly, na něm stojí válcový sloup se sochou světce. Schodiště a podstavec jsou dílem jeho spolupracovníka Václav Rendera (1669-1733). Sv. Florián je oblečen do uniformy římského vojáka, v ruce drží prapor a u jeho nohou je andílek, vylévající vědro s vodou. Socha stojí poblíž dominikánského kostela archanděla Michaela. Důvodem, proč byla umístěna právě zde, by mohl být fakt, že toto místo bylo silně postiženo požárem v roce 1709.